# جي. راج كومار
جي. راج كومار (بالإنجليزية: G. Raj Kumar)‏ هو سياسي هندي، ولد في 18 يونيو 1953 في حيدر آباد في الهند. حزبياً، نشط في المؤتمر الوطني الهندي.